# GhostDeini the Great
Albums de Ghostface Killah
The Wallabee Champ
(2008) Ghostdini: Wizard of Poetry in Emerald City
(2009)
GhostDeini the Great est une compilation de Ghostface Killah, sortie le 16 décembre 2008.
L'album contient des singles ainsi que des remixes.

## Liste des titres
| No  | Titre                                                               | Durée |
| --- | ------------------------------------------------------------------- | ----- |
| 1.  | Kilo (Remix) (featuring Raekwon et No Malice)                       | 6:03  |
| 2.  | The Champ (Remix)                                                   | 5:31  |
| 3.  | Tony Sigel a.k.a. Barrel Bros. (featuring Styles P et Beanie Sigel) | 3:31  |
| 4.  | Slept on Tony                                                       | 2:31  |
| 5.  | Run (Remix) (featuring Raekwon, Jadakiss, Freeway et Lil Wayne)     | 5:54  |
| 6.  | Be Easy (Remix) (featuring Ice Cube)                                | 4:25  |
| 7.  | Mighty Healthy                                                      | 3:14  |
| 8.  | It's Over                                                           | 3:30  |
| 9.  | Apollo Kids (featuring Raekwon)                                     | 3:52  |
| 10. | 9 Milli Bros. (featuring le Wu-Tang Clan)                           | 4:17  |
| 11. | Walk Around                                                         | 3:32  |
| 12. | Street Opera (featuring Sun God)                                    | 3:31  |
| 13. | All I Got Is You (featuring Mary J. Blige et Popa Wu)               | 5:19  |
| 14. | Back Like That (Remix) (featuring Kanye West et Ne-Yo)              | 4:02  |
| 15. | Cherchez LaGhost (featuring U-God)                                  | 3:05  |
| 16. | Ghostface X-mas                                                     | 3:02  |